# Georgenthal
Georgenthal è un comune con status di Landgemeinde di 7 214 abitanti della Turingia, in Germania.
Georgenthal appartiene al circondario di Gotha e svolge il ruolo di "comune amministratore" (Erfüllende Gemeinde) nei confronti dei comuni di Emleben e Herrenhof.

## Storia
Il 31 dicembre 2019 vennero aggregati al comune di Georgenthal i comuni di Hohenkirchen, Leinatal e Petriroda.